# The Garden of Lies
The Garden of Lies er en amerikansk stumfilm fra 1915.

## Medvirkende
- Jane Cowl som Eleanor Mannering / Prinsesse Eleanor.
- William Russell som Dennis Mallory.
- Philip Hahn som Prince Carl.
- Violet Horner som Jessica Mannering.
- Ethelbert Hale som Von Aldorz.